# Katzenpocken
Katzenpocken sind eine durch Kuhpocken-Viren (Gattung echte Pockenviren) hervorgerufene Infektionskrankheit bei Katzen. Sie sind durch Papeln, die sich zu Pusteln entwickeln und schließlich geschwürig zerfallen, gekennzeichnet. Bedeutsam ist die Erkrankung vor allem, weil sie auch auf den Menschen übertragbar ist (Zoonose).

## Erreger, Vorkommen und Krankheitsentstehung
Der Erreger der Katzenpocken galt lang als nicht klassifiziertes echtes Pockenvirus, welches als Kuhpocken-ähnlich eingeordnet wird. Heutzutage weiß man aufgrund umfangreicher molekularbiologischer Untersuchungen, dass Katzenpocken durch Kuhpockenviren verursacht werden.
Das natürliche Reservoir stellen vermutlich vor allem Nagetiere dar. Die Infektion erfolgt wahrscheinlich über Aufnahme erbeuteter Ratten und Mäuse. Über die Widerstandsfähigkeit des Erregers in der Umwelt ist nichts bekannt.
Die Katzenpocken wurden erstmals 1976 bei Wildkatzen im Moskauer Zoo nachgewiesen, 1978 bei einer Hauskatze in den Niederlanden. In den Folgejahren sind über hundert Erkrankungen nachgewiesen, wobei die Dunkelziffer sehr hoch sein dürfte. Der erste gesicherte Fall bei Katzen in Deutschland wurde 1989 publiziert. Eine Übertragung von einer Katze auf einen Haushund und den Besitzer beider Tiere wurde 1991 beschrieben.
1985 wurde erstmals in Deutschland eine Infektion bei einem Mädchen festgestellt, welche vermutlich auf Katzen zurückzuführen ist. Seitdem gibt es immer wieder Berichte von Erkrankungen des Menschen, die von Katzen ausgingen. Betroffen sind vor allem immuninkompetente Personen, besonders Kinder. Eine Häufung von Infektionen aufgrund des Ausbleiben der Pockenschutzimpfung seit spätestens 1980 wird diskutiert.

## Klinisches Bild
Das klinische Bild bei Katzen ist durch eine Bildung von mehrere Millimeter großen Papeln – vorzugsweise im Kopfbereich – gekennzeichnet, die aber im Fell nicht selten unentdeckt bleiben. Durch zentrale Einschmelzung entstehen Eiterbläschen und anschließend Ulzerationen. Bei systemischen Verlauf treten bis zu zwei Zentimeter große Effloreszenzen über den Körper verteilt auf. Diese Ulzerationen sind klinisch nicht einer Pockenerkrankung zuzuordnen, zumal häufig Mischinfektionen mit anderen Viren, Bakterien oder Dermatophyten bestehen. Auch eine Entzündung der Zunge (Glossitis), der Maulschleimhaut (Stomatitis) oder Lunge (Pneumonie) kann – ohne dass Hautveränderungen auftreten – vorkommen. Eine Infektion mit dem Leukämievirus (Erreger der Katzenleukämie) oder Immundefizienz-Virus (Immundefizienzsyndrom der Katzen) begünstigt Infektionen mit Katzenpocken. Die durchschnittliche Erkrankungsdauer beträgt zwei Wochen.
Die Diagnose ist nur durch elektronenmikroskopischen Erregernachweis, Virusanzüchtung, Antigen- oder Antikörpernachweis sowie pathohistologischem Nachweis intrazytoplasmatischer Einschlusskörperchen zu stellen. Pathohistologisch zeigt sich eine tiefe Dermatitis mit Infiltration von eosinophilen Granulozyten, Lymphozyten, Plasmazellen und Mastzellen. In den Epidermiszellen finden sich intrazytoplasmatische, eosinophile Einschlusskörperchen.
Beim Menschen verläuft die Erkrankung zumeist mild mit pockenähnlichen Hautläsionen. Es gab aber auch einige tödlich verlaufende Infektionen bei immuninkompetenten Personen.

## Behandlung
Eine kausale Therapie ist bislang nicht möglich, ein Impfstoff nicht zugelassen. Die Behandlung umfasst palliative Maßnahmen wie Steigerung des Immunsystems durch Paraimmunitätsinducer und antiseptische Behandlung der Hautläsionen.

## Meldepflicht
In Deutschland sind Säugerpocken (Orthopoxinfektion) bei vielen Säugetieren (so auch bei Katzen) eine meldepflichtige Tierkrankheit nach § 26 Tiergesundheitsgesetz in Verbindung mit § 1 und Nummer 21 der Anlage der Verordnung über meldepflichtige Tierkrankheiten.